# Eriskayponny
Eriskayponnyn är en liten hästras av ponnytyp som härstammar från den skotska ögruppen Hebriderna. De lever skyddat på grund av att de är kritiskt utrotningshotade och har ett naturligt skydd i den tjocka pälsen mot regn och hård vind. En del ponnyer i fångenskap är utmärkta för ridning. 

## Historia
Eriskayponnyn är en inhemsk ponny på öarna och härstammar troligtvis från keltiska hästar som fördes till Storbritannien. Rasen är en variant på en hästras som kallades Hebridponny, men den rasen är idag utdöd och Eriskayponnyn är den enda som överlevt. Ända fram till mitten av 1800-talet levde ponnyerna vilt eller halvvilt på ön även om några öbor fångade in dem och använde dem i lättare jordbruk eller som transportdjur. 
Eriskayponnyn utvecklades mycket med hjälp av människan, men även naturligt då inget nytt blod tillfördes i hästarna. Människan behöll de djur som var starkast medan de svagare ponnyerna släpptes ut i det vilda igen. Dessa ponnyer utvecklade då naturliga försvar mot väder och vind samtidigt som den privata aveln enbart grundades på de Eriskayponnyer som höll hög kvalitet. 
Men på fastlandet utvecklades jordbruken och även hästaveln vilket gjorde att intresset för större hästar ökade. Bland annat importerade man norska fjordhästar, arabiska fullblod och större kallblodshästar som t.ex. Clydesdale från England. Men öarna var så isolerade att inga andra raser kunde föras dit. Detta lämnade en häststam på helt renrasiga ponnyer som aldrig utavlades med andra raser, så som många av de brittiska ponyraserna råkade ut för. 
Stammen minskades dock drastiskt under mekaniseringen av jordbruken och i början av 1970-talet låg stammen enbart på ett 20-tal hästar. Några få entusiaster började därför en kampanj för att rädda ponnyn. Bland annat ingick en präst, en läkare, en veterinär, en zoolog och några gammalmodiga bönder i den grupp som arbetade för att få ponnyn fridlyst. Deras hårda arbete skulle resultera i en ökning av stammen till 300 hästar med hjälp av att man startade avelsgrupper runt om på öarna. Ponnyerna är fortfarande kritiskt utrotningshotade med enbart tolv renrasiga avelshingstar. Men ett rekordhögt antal föl föddes år 2000 vilket visade att rasen var på väg att etablera sig igen.

## Egenskaper
Eriskayponnyerna är vänliga, lugna ponnyer som även i vilt tillstånd kan komma fram till människor och hälsa. Många ponnyer får numera bo hos olika familjer som barnponnyer till ridning eller körning men på Hebriderna lever några flockar halvvilt och under beskydd. 
Ponnyernas päls är tjock och vattenavvisande och ger ponnyn ett utmärkt skydd mot det dåliga vädret på öarna. De har lite hovskägg på benen och en svans som hänger lågt så att ponnyernas bakdel och bakben värms upp naturligt. Huvudet på hästarna är typiska ponnyhuvuden med snälla ögon. Näsborrarna är stora och har en förmåga att värma upp luften innan den når lungorna. 
Eriskayponnyerna föds ofta svarta eller bruna men bleknar med åren tills de blir vita eller grå. Detta kallas avblekbar skimmel. En del kan även behålla den mörka färgen genom hela livet. DNA-tester har visat att ponnyn är ättling i rakt nedstigande led till de keltiska ponnyerna och eriskayponnyn liknar de ponnyer som hittats på gamla grottmålningar i Wales och England.